# Оліварес (Техас)
Оліварес (англ. Olivarez) — переписна місцевість (CDP) в США, в окрузі Ідальго штату Техас. Населення — 4248 осіб (2020).

## Географія
Оліварес розташований за координатами 26°13′43″ пн. ш. 97°59′35″ зх. д. / 26.22861° пн. ш. 97.99306° зх. д. (26.228547, -97.993087).  За даними Бюро перепису населення США в 2010 році переписна місцевість мала площу 9,54 км², уся площа — суходіл.

## Демографія
Згідно з переписом 2010 року, у переписній місцевості мешкало 3827 осіб у 841 домогосподарстві у складі 769 родин. Густота населення становила 401 особа/км².  Було 895 помешкань (94/км²). 
Расовий склад населення:
| - 90,2 % — білих - 0,2 % — азіатів - 0,1 % — вихідців з тихоокеанських островів - 0,1 % — корінних американців - 0,1 % — чорних або афроамериканців - 9,1 % — осіб інших рас |

До двох чи більше рас належало 0,3 %. Іспаномовні складали 97,9 % від усіх жителів.
За віковим діапазоном населення розподілялося таким чином: 40,0 % — особи молодші 18 років, 55,3 % — особи у віці 18—64 років, 4,7 % — особи у віці 65 років та старші. Медіана віку мешканця становила 23,5 року. На 100 осіб жіночої статі у переписній місцевості припадало 94,0 чоловіків;  на 100 жінок у віці від 18 років та старших — 92,1 чоловіків також старших 18 років.
Середній дохід на одне домашнє господарство  становив 35 441 долар США (медіана — 26 107), а середній дохід на одну сім'ю — 35 278 доларів (медіана — 25 799). Медіана доходів становила 23 977 доларів для чоловіків та 23 204 долари для жінок. За межею бідності перебувало 44,7 % осіб, у тому числі 56,4 % дітей у віці до 18 років та 0,0 % осіб у віці 65 років та старших.
Цивільне працевлаштоване населення становило 1270 осіб. Основні галузі зайнятості: освіта, охорона здоров'я та соціальна допомога — 29,9 %, роздрібна торгівля — 14,7 %, будівництво — 13,7 %.